# Sageika
Sageika  este un oraș în Grecia în Prefectura Ahaia.